# Stryphnodendron guianense
Espèce
Statut de conservation UICN

 LC  : Préoccupation mineure
Synonymes
- Acacia guianensis (Aubl.) Willd. - Basionyme
- Folianthera guianensis (Aubl.) Raf.
- Mimosa guianensis Aubl.
- Piptadenia guianensis (Aubl.) Benth.
- Stryphnodendron floribundum Benth.[2]

Stryphnodendron guianense est une espèce de plantes à fleurs de la famille des Fabaceae (sous-famille des Mimosoideae). C'est arbre originaire d'Amérique centrale et d'Amérique du Sud.
Il est connu en Guyane sous les noms de Iduk βeiti (Palikur), Faveira-camuzé (portugais), Tamalin (Créole. Attention, ce nom désigne également Abarema jupunba). On l'appelle mananballi au Guyana.
Au brésil, il est porte les noms de Baginha, Dorme-dorme, Fava-de-paca, Faveira-camuzé, Jatapiririca (Portugais).
Ailleurs en Amérique hispanophone, on l'appelle Brusquillo, Canafistolillo, Manicillo, Pashaca, Tamalin (Espagnol).

## Description
Stryphnodendron guianense peut varier dans son apparence selon la région et la sous-espèce considérée (stature, taille des feuilles, nombre de pennes, etc.).
C'est généralement un arbre moyen à grand, atteignant 35 m, mais fleurissant parfois dès 8 m ou moins.
On observe des contreforts à la base de son tronc.
Le rhytidome est micro-fissuré, densément lenticulé, lisse.
Le phloème est brun clair à rougeâtre, tandis que l'aubier est blanc.
Il produit des exsudats jaunes à brunâtres.
Les jeunes tiges et axes feuillés sont couverts de lenticelles blanches et de poils jaune brunâtre ou grisâtre.
Les feuilles alternes, bicomposées, paripennées, sont fortement bicolores, ont des folioles vert foncé lustrées mais glabres ou finement striguloses dessus, et pâles, brunes à jaunâtres, dessous, devenant brun cannelle une fois sèches.
La pilosité des feuilles est finement soyeuse-striguleuse dans l'ensemble, ou pileuse dans l'ensemble, ou glabre à l'exception d'une touffe de poils dans l'angle antéro-basal de la nervure médiane.
Les stipules sont absentes.
Le rachis des feuilles les plus longues atteint 13-28 cm, et 4-10(12) cm pour le pétiole.
On trouve un nectaire verruciforme ou difforme conique, de 3-5 mm de diamètre, bien en dessous du milieu du pétiole, et souvent (mais pas toujours) de similaires mais plus petits, plus ou moins hémisphériques sur certains axes interpinnaux et interfoliolaires les plus éloignés.
Les (6)7-13 paires des pennes sont subopposées, avec des rachidules distaux mesurant 4-14 cm. On compte 8-11(13) paires de folioles alternes à subopposées, sur les pinules les plus longues dans les Guyanes (jusqu'à 18 ailleurs).
Le limbe des foliolules mesurant 10-23 x 4,5-10 mm pour les plus longs, est très asymétriques, de forme obtuse rhombique-oblongue ou oblongue-obovale, avec la base largement ou étroitement cunéiforme, et l'apex largement arrondi ou faiblement émarginé ; la nervure médiane en diagonale, et presque droite, proéminente dorsalement, faiblement pennée-ramifiée, avec une marge plus ou moins révolute.
L'inflorescence est constituée d'épis terminaux blancs à jaunes, solitaires ou fasciculés par 2 à 5 à l'aisselle des feuilles, qui apparaissent en même temps ou après la floraison (hystérantes).
Le pédoncule est long de 8-35 mm.
La base de l'épi est précocement involucrée à partir d'une cicatrice oblique.
Les épis sont ascendants ou recourbés, très densément fleuris, longs de 5,5 à 13,5 cm.
Les minuscules bractées sont caduques.
Le périanthe est glabre à l'exception du calice parfois finement pubérulent.
La corolle, de couleur blanche, ocre clair, jaunâtre, orange ou rose-violet, est étroitement campanulée, mesure 1,7-2,8 mm, avec des lobes dressés longs de 0,5-0,8 mm.
Le calice campanulé et finement denté mesure 0,5-0,8 mm.
Les filets des étamines, mesurant 3,5 à 4 cm, sont réunis autour du stipe de l'ovaire en un tube long de 0,3 à 0,4 mm.
L'ovaire long d'environ 1 mm, est glabre ou pileux, dressé sur un stipe de 0,3-1 mm.
Le fuit est une gousse sombres noirâtres, subsessile, de forme linéaire, arrondie à l'apex, longue de 6-13 x 1,1-1,7 cm, de profil large linéaire, droite ou légèrement incurvée, comprimée mais charnue, contenant 8-13(14) graines, avec des sutures peu saillantes, des valves pulpeuses, légèrement convexes au niveau de chaque graine, avec un exocarpe densément pubérulent ou glabre.
La déhiscence très tardive, se fait depuis les sutures se séparant légèrement et libérant les graines sous l'effet de l'humidité.
Les graines comprimées-obovoïdes, mesurant environ 8-11 x 5-7 mm, recouvertes d'une testa noir terne aréolée, sont séparées entre elles par des septa incomplets, hauts de plus de 1 mm, obliquement basipétales, sont portées par un funicule sigmoïde plus ou moins dilaté à l'apex, et contiennent un endosperme abondant,,,.

## Répartition
On rencontre Stryphnodendron guianense dans une grande partie de l'Amérique du Sud : du Costa Rica au sud-est du Brésil (Paraná) en passant par quasiment tout le bassin amazonien, Guyane vénézuélienne et Guyanes, et la Bolivie,.
En Amazonie, il est présent :
- dans le nord (y compris l'Amazonie du Venezuela, la Colombie, le Guyana, le Suriname, la Guyane, et le bassin supérieur du Rio Negro au nord du Brésil),
- dans l'ouest (des pentes orientales des Andes jusqu'à la partie occidentale de l'Amazonie brésilienne, y compris l'Amazonie équatorienne, péruvienne, bolivienne et sud-colombienne, et l'État d'Acre au nord-ouest du Brésil)
- et dans le centre (de la frontière ouest du Brésil au bassin du Rio Tapajós).

En Guyane, il est commun dans les forêts côtières.

## Écologie
Au Brésil, Stryphnodendron guianense est un arbre de canopée plutôt rare, des várzea basses, apparaissant en fin de cycle sylvigénétique.
Il affectionne les várzea basses (forêts inondées à plus de 3 m de hauteur, avec une période d'inondation moyenne de plus de 50 jours par an),
les Igapó (forêts inondées d'eaux noires et de Río de aguas blancas (es), par exemple le long des Rio Negro, Rio Tapajós et Rio Xingú),
jusqu'aux forêts amazoniennes de terre ferme (non inondées).
C'est une espèce de succession tardive, apparaissant parmi des arbres âgés de plus de 150 ans.
Avec sa hauteur moyenne de 30-35 m, elle occupe l'étage supérieur de la canopée dans la stratification forestière, parmi les arbres de plus de 25 m.
Son feuillage est persistant : il ne présente pas de perte de feuilles remarquable.
Au Venezuela, il pousse principalement en dessous de 300 m d'altitude, dans les forêts tropicales de terre ferme, dans les forêts secondaires, en lisière des « campo » et des « campirana », ou dans les forêts-galerie. Dans les Guyanes, il fleurit généralement d'octobre à janvier pour une fructification autour d'avril,.
Stryphnodendron guianense est reconnu comme une espèce fixatrice d'azote produisant des nodosités dans les forêts secondaires du centre de l'Amazonie.
Stryphnodendron guianense est une plante mellifère fortement butinée par des mélipones (Meliponini).

## Utilisations
En Guyane, Stryphnodendron guianense sert à préparer un remède Palikur pour soigner les maladies de foie et dissoudre les calculs.
L'écorce de Stryphnodendron guianense contient des tanins pouvant être employés pour la fabrication de colle,

## Histoire naturelle
En 1775, le botaniste Aublet propose la diagnose suivante :
« MIMOSA (Guianenſis) arboreſcens, inermis ; floribus ſpicatis, albis, légumine comprello. (Tabula 357.)

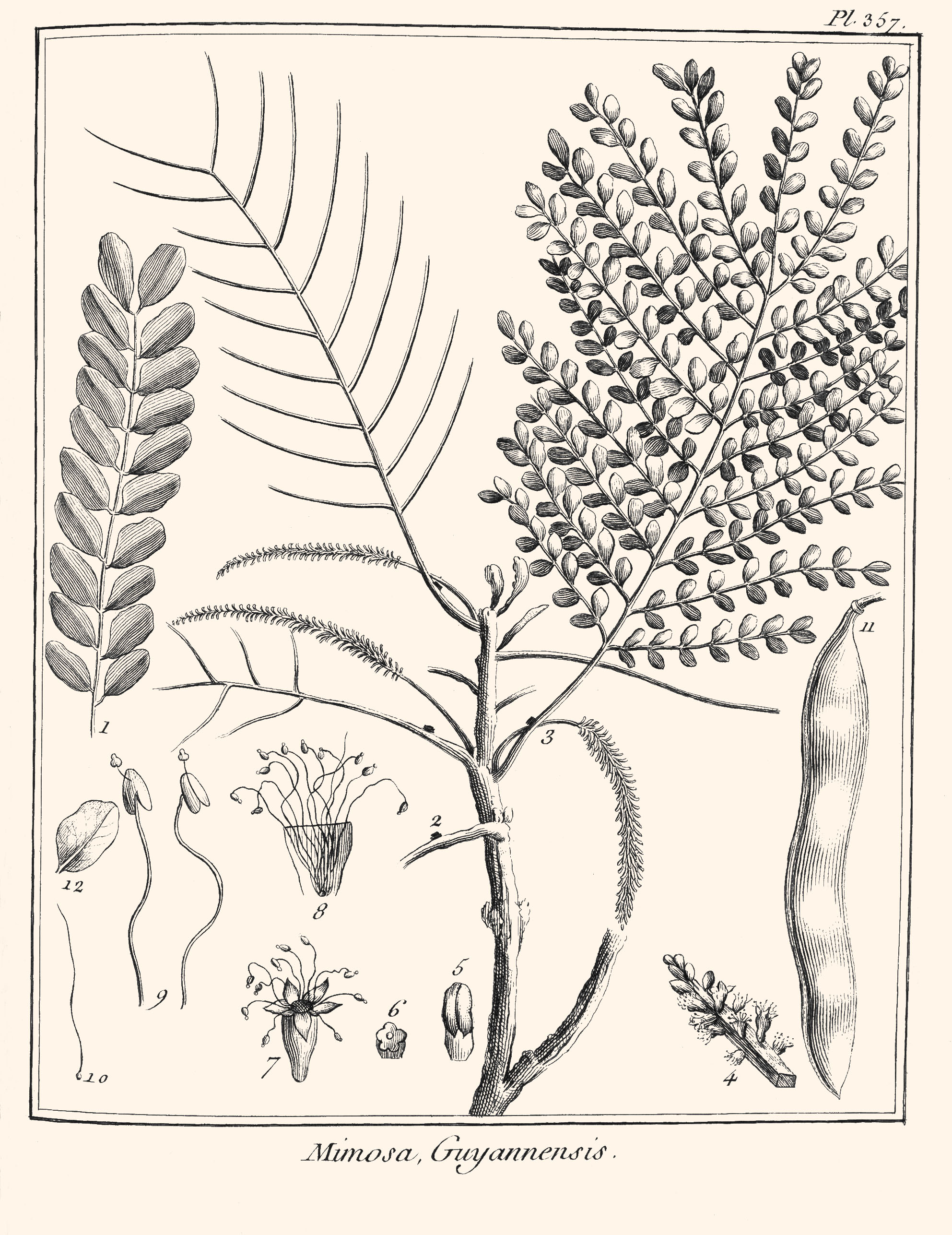
Stryphnodendron guianense par Aublet (1775) Planche 357.
On a repréſenté une petite côte, chargée de folioles dans leur grandeur naturelle. - 1. Une côte de la feuille garnie de folioles de grandeur naturelle. - 2. Glande. - 3. Épi de fleur. - 4. Portion d'épi groſſie. - 5. Bouton de fleur. - 6. Calice. - 7. Corolle. - 8. Corolle ouverte. Étamines. - 9. Étamines. - 10. Ovaire. Style. Stigmate. - 11. Gouſſe. - 12. Foliole.

Arbor trunco triginta aut quadraginta-pedali, in ſummitate ramoſo ; ramis rectis & declinatis, undique ſparſis. Folia alterna, duplicato-pinnata, coſtulis utrinque novem aut decem, coſtæ intermedin petiolatæ adnexis, coſtulis pinnatis ; foliolis utrinque novem aut decem, ovatis, acutis, oppotitis, integerrimis, ſubſeſſilibus. Glandula ſupra coſtam intermediam, pauló ſuprà ipſiùs baſim. Stipule duæ, latérales, deciduæ. Flores in ſpicam denſiſſimè congeſti, ſpicis axillaribus, binis, ternis, quaternis & etiam quinis. Perianthium tubuloſum, quinquepartitum.
Corolla alba, exigua, quinquefida. Stamina ; filamenta decem, corolla longfora. Antheræ oblongæ, baſi bifidæ, apice foliaceæ, verſatiles. Pericarpium: légumen oblongum, membranaceum, compreſſum, bivalve. Semina ſubrotunda, compreſſa.
Florebat Novembri ; fructum ferebat Januario & Februario.

Habitat in ſylvis Caïennæ & Guianæ. »

« LA CASSIE de la Guiane. (PLANCHE 357.)
Cette eſpèce de Caſſie devient un grand arbre ; ſon tronc s'élève de trente à quarante pieds, & Il a un pied & plus de diamètre. Son écorce eſt liſſe & griſâtre. Son bois eſt blanc & caſſant.
Les branches, qui terminent le tronc, ſortent de côté & d'autre, & s'étendent au loin ; elles ſont en partie nues, & en partie garnies de rameaux, ſur leſquels naiſſent des feuilles alternes. Ces feuilles ſont compoſées d'une longue côte, de laquelle il part, de chaque cote, ſept, huit, neuf ou dix petites côtes, ſur leſquelles ſont rangées pluſieurs paires de folioles. [...]
La côte principale porte à ſa baſe deux stipules qui tombent, & un peu au deſſus de ſa face ſupérieure une groſſe glande.
De l'aiſſelle d'une feuille naiſſent deux, trois, quatre & cinq épis de fleurs, qui ont la forme de chaton, portés chacun ſur un pédoncule à quatre angles, dont l'extrémité eſt couverte de petites fleurs fort ſerrées. Le calice eſt fort court, évaſé, à cinq dents.
La corolle eſt d'une ſeule pièce. C'eſt un petit tube creuſé à ſon limbe, & partagé en cinq lobes aigus.
Les étamines ſont au nombre de dix, attachées au fond du calice, au deſſous de l'inſertion de la corolle. Leur filet eſt long, courbe, replie, & ſoutient une anthère à deux bourſes écartées par le bas : cette anthere eſt terminée par un feuillet porté par un filet.
Le piſtil eſt un ovaire ſurmonté d'un style long, grêle, dont le stigmate eſt aigu.
L'ovaire devient une longue silique verte d'abord, & enſuite brune, qui s'ouvre en deux coſſes, & contient des SEMENCES rondes & applaties.
On trouvé cette Caſſie dans l'île de Caïenne, ſur le chemin qui conduit de la ville à Loyola.
Je l’ai auſſi obſervée en différents endroits de la Guiane.
Elle étoit en fleur dans le mois de Novembre, & en fruit dans le mois de Janvier & de Février.
Pour mieux faire connoitre la ſtructure des fleurs, on les a repréſentées groſſies à la loupe, de même qu'une portion d'épi de fleurs. »

— Fusée-Aublet, 1775.